# Explorer 14

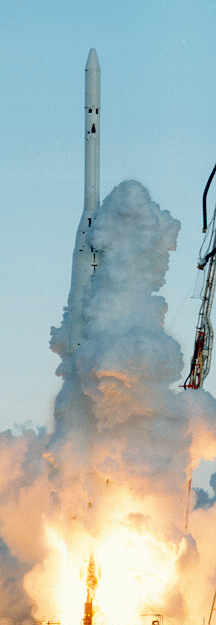
Lancio dell'Explorer 14.

L'Explorer 14 fu un satellite statunitense appartenente al Programma Explorer, il suo compito fu studiare i raggi cosmici, il vento solare, la magnetosfera e i campi magnetici interplanetari.

## La missione
Explorer 14 fu lanciato il 2 ottobre del 1962 tramite il vettore Delta A e fu immesso in un'orbita con perigeo di 2.601 km e apogeo di 96.189 km con un periodo di 2.184,6 minuti.
La sonda eseguì tutti i rilevamenti per cui era stata progettata e funzionò egregiamente fino al periodo dal 10 novembre al 24 novembre 1963 e fino all'11 agosto 1963 quando un guasto all'encoder mise fine alla trasmissione dei dati.
La macchina registrò e trasmise dati per l'85% del suo tempo di funzionamento.

## Il satellite
Explorer 14 fu il secondo di una serie di satelliti artificiali facenti parte della serie S3 tra i quali ricordiamo Explorer 12, Explorer 15 e Explorer 26.
Per la trasmissione dei dati, la sonda, utilizzava un trasmettitore a 16 canali multiplexati il quale richiedeva appena 0,323 secondi per una scansione di tutte le 16 linee di trasmissione.
Otto canali erano utilizzati per la conversione in digitale delle misurazioni eseguite, mentre i restanti 8 canali erano utilizzati per la trasmissione analogica dei dati ottenuti.
Un canale digitale era inoltre diviso in 16 sottocanali ed utilizzato per il controllo del satellite (temperatura, assetto ecc.).